# Шамплејн (Њујорк)
Шамплејн (енгл. Champlain) град је у америчкој савезној држави Њујорк.

## Демографија
По попису из 2010. године број становника је 1.101, што је 72 (-6,1%) становника мање него 2000. године.
| Група             | 2000.         | 2010.         |
| Белци             | 1.131 (96,4%) | 1.039 (94,4%) |
| Афроамериканци    | 9 (0,8%)      | 2 (0,2%)      |
| Азијати           | 6 (0,5%)      | 15 (1,4%)     |
| Хиспаноамериканци | 12 (1,0%)     | 28 (2,5%)     |
| Укупно            | 1.173         | 1.101         |